# 中国人民解放军陆军合成第九十旅
合成第九十旅 （英語：90th Combined Arms Brigade），又称“尖峰山劲旅”，是中国人民解放军陆军第七十二集团军下辖的一个轻型合成旅，驻地浙江省金华市。

## 历史概述
2017年，摩步九十一师将第二七二团與炮兵團被拆分出来組成轻型合成第九十旅，即本旅。

## 沿革
参考资料：
| 部隊番號                 | 使用時期            |
| 二七二团                 | 二七二团            |
| ------------------------ | ------------------- |
| 八路军西海独立团         | 1944年2月-1947年2月 |
| 八路军胶东军区新第十七团 | 1947年2月-1947年3月 |
| 八路军胶东军区第十四团   | 1947年3月-1947年8月 |
| 华东野战军第一一〇团     | 1947年8月-1949年2月 |
| 中国人民解放军第二七二团 | 1949年2月-1960年1月 |
| 步兵第二七二团           | 1960年1月-1985年9月 |
| 摩托化步兵第二七二团     | 1985年4月-2017年2月 |
| 炮兵团                   |                     |
| 第九十一师炮兵团         | 1950年7月-2017年2月 |
| 独立成旅                 |                     |
| 合成第九十旅             | 2017年2月至今       |